# Pandanus ambalavaoensis
Pandanus ambalavaoensis är en enhjärtbladig växtart som beskrevs av Huynh. Pandanus ambalavaoensis ingår i släktet Pandanus och familjen Pandanaceae.
Artens utbredningsområde är Madagaskar. Inga underarter finns listade.